# واداماری، کاگوشیما
واداماری، کاگوشیما (به لاتین: Wadomari, Kagoshima) یک منطقهٔ مسکونی در ژاپن است که در Ōshima District واقع شده‌است. واداماری ۴۰٫۳۷ کیلومترمربع مساحت و ۶٬۹۲۹ نفر جمعیت دارد.